# Hyacinthe Joseph Jalabert

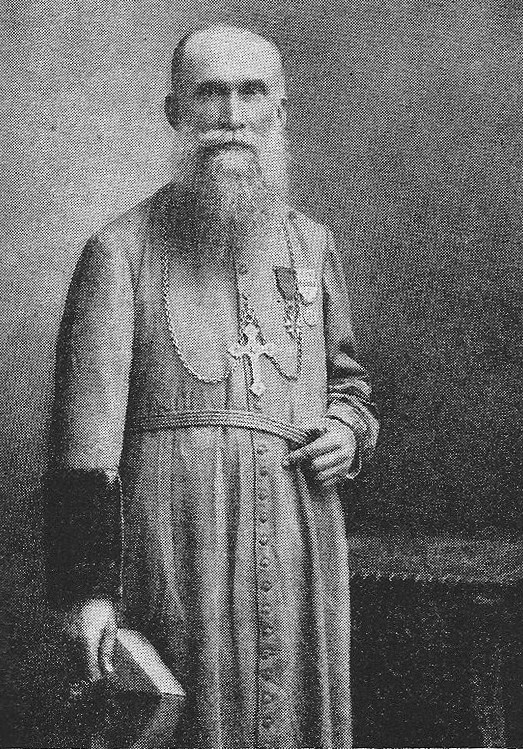
Hyacinthe Joseph Jalabert (etwa 1900)

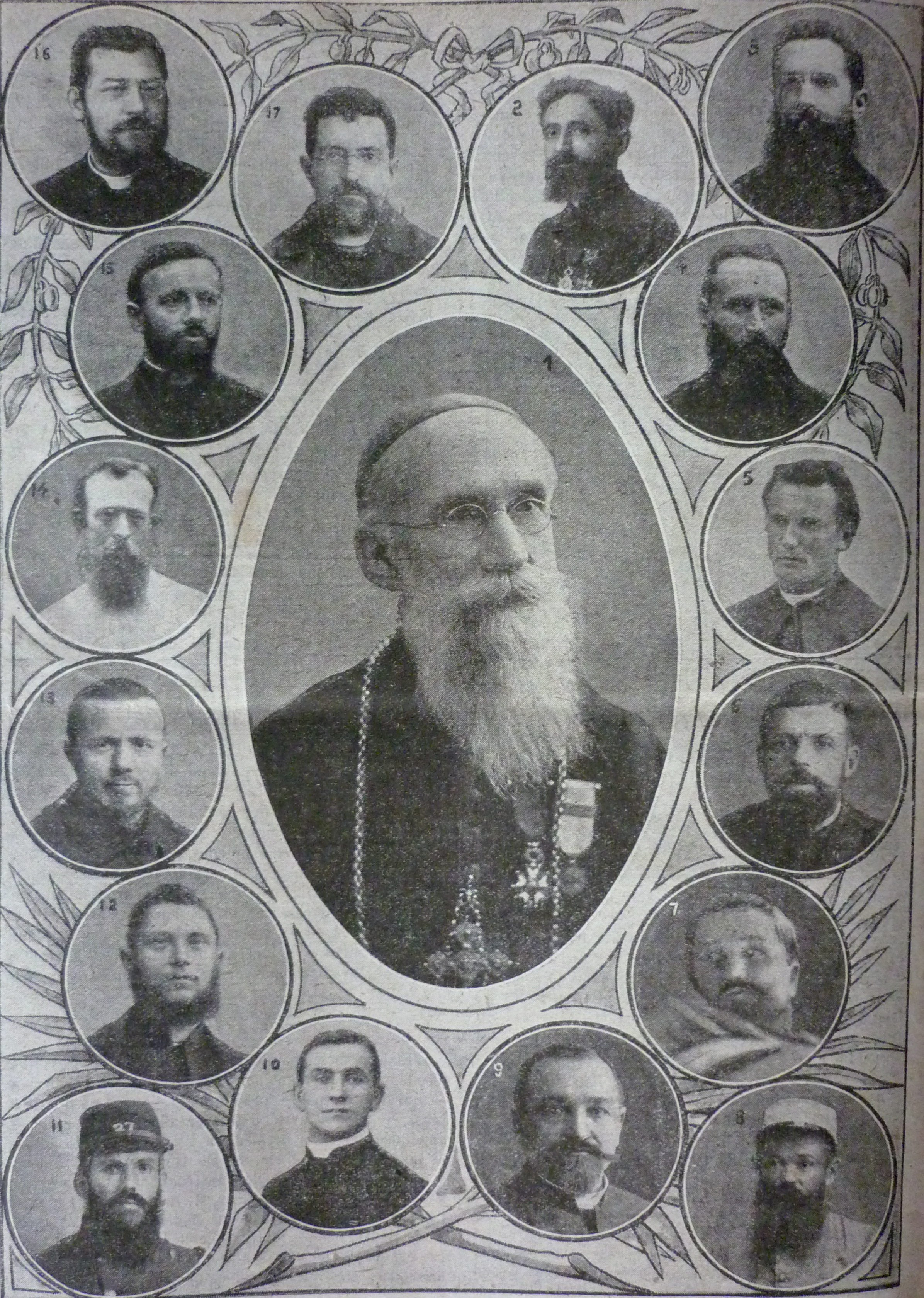
Bischof Jalabert und andere Missionare, die beim Untergang der Afrique umkamen

Hyacinthe-Joseph Jalabert CSSp (* 12. November 1859 in Chambéry; † 12. Januar 1920 im Atlantik vor Frankreich) war ein katholischer Geistlicher.
Er war Apostolischer Vikar von Senegambia und Apostolischer Präfekt von Senegal sowie Titularbischof von Thelepte.
Der Spiritanerpriester starb beim Untergang des Passagierdampfers Afrique vor der Küste vor La Rochelle.